# Lagoa Mandioré
Lagoa Mandioré är en sjö i Bolivia, på gränsen till Brasilien. Den ligger i den östra delen av landet, 800 km öster om huvudstaden Sucre. Lagoa Mandioré ligger 90 meter över havet. Arean är 152 kvadratkilometer. Den sträcker sig 22,6 kilometer i nord-sydlig riktning, och 11,7 kilometer i öst-västlig riktning.
Runt Lagoa Mandioré är det glesbefolkat, med 10 invånare per kvadratkilometer.